# Diocesi di Tepic
La diocesi di Tepic (in latino Dioecesis Tepicensis) è una sede della Chiesa cattolica in Messico suffraganea dell'arcidiocesi di Guadalajara. Nel 2022 contava 1.262.000 battezzati su 1.558.000 abitanti. È retta dal vescovo Luis Artemio Flores Calzada.

## Territorio

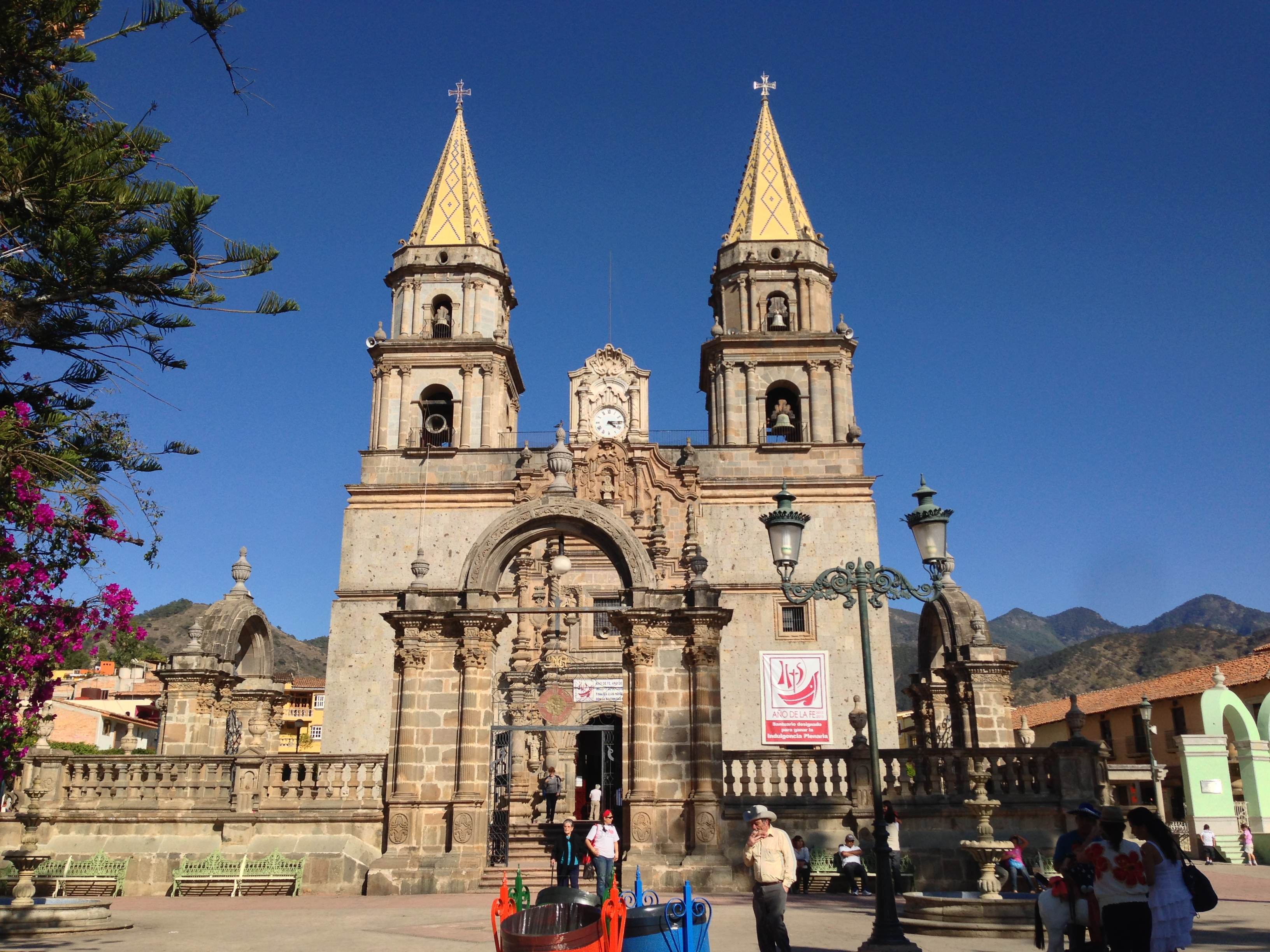
La basilica minore di Nostra Signora del Rosario a Talpa de Allende.

La diocesi si estende su due stati messicani, Nayarit e Jalisco, e comprende i seguenti comuni:
- Puerto Vallarta, San Sebastián del Oeste, Mascota, Talpa de Allende, Atenguillo, Mixtlán e Guachinango nello stato di Jalisco;
- Acaponeta, Ahuacatlán, Compostela, Ixtlán del Río, Jala, Xalisco, Rosamorada, Ruíz, San Blas, San Pedro Lagunillas, Santa María del Oro, Santiago Ixcuintla, Tecuala, Tepic, Tuxpan e Bahía de Banderas nello stato di Nayarit.

Sede vescovile è la città di Tepic, dove si trova la cattedrale dell'Immacolata Concezione di Maria Vergine (Catedral de la Purísima Concepción). A Talpa de Allende sorge la basilica minore di Nostra Signora del Rosario, patrona della diocesi.
Il territorio si estende su una superficie di 22.777 km² ed è suddiviso in 99 parrocchie, raggruppate in 5 zone pastorali e 17 decanati.

## Storia
La diocesi è stata eretta il 23 giugno 1891 con la bolla Illud in Primis di papa Leone XIII, ricavandone il territorio dall'arcidiocesi di Guadalajara.
Il 13 gennaio 1962 ha ceduto una porzione di territorio a vantaggio dell'erezione della prelatura territoriale di Jesús María.

## Cronotassi dei vescovi
Si omettono i periodi di sede vacante non superiori ai 2 anni o non storicamente accertati.
- Ignacio Díaz y Macedo † (19 gennaio 1893 - 14 giugno 1905 deceduto)
- Andrés Segura y Domínguez † (6 agosto 1906 - 13 agosto 1918 deceduto)
- Manuel Azpeitia Palomar † (1º agosto 1919 - 28 febbraio 1935 deceduto)
- Anastasio Hurtado y Robles † (21 dicembre 1935 - 13 luglio 1970 ritirato[2])
- Adolfo Antonio Suárez Rivera † (14 maggio 1971 - 8 maggio 1980 nominato vescovo di Tlalnepantla)
- Alfonso Humberto Robles Cota † (12 gennaio 1981 - 21 febbraio 2008 ritirato)
- Ricardo Watty Urquidi, M.Sp.S. † (21 febbraio 2008 - 1º novembre 2011 deceduto)
- Luis Artemio Flores Calzada, dal 30 marzo 2012

## Statistiche
La diocesi nel 2022 su una popolazione di 1.558.000 persone contava 1.262.000 battezzati, corrispondenti all'81,0% del totale.
| anno | popolazione | popolazione | popolazione | presbiteri | presbiteri | presbiteri | presbiteri                | diaconi | religiosi | religiosi | parrocchie |
| anno | battezzati  | totale      | %           | numero     | secolari   | regolari   | battezzati per presbitero | diaconi | uomini    | donne     | parrocchie |
| ---- | ----------- | ----------- | ----------- | ---------- | ---------- | ---------- | ------------------------- | ------- | --------- | --------- | ---------- |
| 1949 | 292.000     | 300.000     | 97,3        | 68         | 63         | 5          | 4.294                     |         | 5         | 53        | 20         |
| 1966 | 480.000     | 500.000     | 96,0        | 119        | 112        | 7          | 4.033                     |         | 14        | 172       | 20         |
| 1968 | 480.000     | 500.000     | 96,0        | 127        | 119        | 8          | 3.779                     |         | 18        | ?         | 20         |
| 1976 | 620.000     | 635.000     | 97,6        | 152        | 144        | 8          | 4.078                     |         | 16        | 153       | 53         |
| 1980 | 809.000     | 830.000     | 97,5        | 155        | 146        | 9          | 5.219                     | 1       | 16        | 143       | 55         |
| 1990 | 1.160.000   | 1.210.000   | 95,9        | 170        | 158        | 12         | 6.823                     |         | 19        | 252       | 106        |
| 1999 | 883.105     | 981.227     | 90,0        | 200        | 193        | 7          | 4.415                     |         | 15        | 273       | 65         |
| 2000 | 895.468     | 994.964     | 90,0        | 200        | 193        | 7          | 4.477                     |         | 15        | 273       | 66         |
| 2001 | 1.068.671   | 1.088.873   | 98,1        | 202        | 195        | 7          | 5.290                     |         | 15        | 275       | 66         |
| 2002 | 1.068.671   | 1.088.773   | 98,2        | 222        | 215        | 7          | 4.813                     |         | 7         | 271       | 65         |
| 2003 | 1.068.671   | 1.088.773   | 98,2        | 210        | 201        | 9          | 5.088                     |         | 9         | 279       | 65         |
| 2004 | 1.068.671   | 1.088.773   | 98,2        | 226        | 217        | 9          | 4.728                     |         | 9         | 266       | 65         |
| 2010 | 1.107.800   | 1.139.584   | 97,2        | 215        | 208        | 7          | 5.152                     |         | 11        | 204       | 78         |
| 2014 | 1.168.480   | 1.325.985   | 88,1        | 214        | 207        | 7          | 5.460                     |         | 11        | 194       | 92         |
| 2017 | 1.205.000   | 1.366.000   | 88,2        | 246        | 235        | 11         | 4.898                     |         | 16        | 194       | 96         |
| 2020 | 1.241.000   | 1.532.000   | 81,0        | 238        | 231        | 7          | 5.214                     | 7       | 7         | 252       | 97         |
| 2022 | 1.262.000   | 1.558.000   | 81,0        | 236        | 228        | 8          | 5.347                     | 8       | 8         | 228       | 99         |